# Chiesa di Santa Maria dell'Arco in via Soprammuro
La chiesa di Santa Maria dell'Arco (Sopramuro o al Lavinaio o a Porta Nolana) è una chiesa di interesse storico ed artistico di Napoli.
Fondata nel XVIII secolo, è situata in vico Soprammuro (angolo via Giacomo Savarese), nel rione Lavinaio (quartiere Pendino), all'interno del centro storico di Napoli.

## Storia e descrizione
La chiesa fece parte dell'urbanizzazione all'interno ed a ridosso della murazione aragonese, che creò nel 1701 il vico Soprammuro.
Con un Appuntamento (Atto di concessione) del Tribunale della Fortificazione, Acqua e Mattonata del 1718 viene concessa, a Don Giovanni Battista Brancaccio, un tratto di muraglia di città per la costruzione della chiesa di B. Vergine dell'Arco, a ridosso della Torre "La Fortezza", per potervi collocare un'immagine sacra devozionale, del XVIII secolo, che si trovava sotto un arco in zona e venerata dalla Confraternita di Santa Maria dell'Arco degli Ogliarai che aveva sede presso la chiesa di Santa Maria la Scala.
Il luogo di culto presenta un assetto impiantistico prettamente barocco.
Possiede un altare, del 1787 di marmi commessi, illuminato da due finestre tonde, ai lati, con vetri policromi.
Due cappellette, con altarini in marmo, ai lati dell'altare:
- a sinistra (altarino del Vangelo) una nicchia con cristallo in cui è descritta la presenza una statua a mezzo busto di Santa Maria Addolorata;
- a destra (altarino dell'Epistola) uno scarabattolo con cristallo dove le fonti attestano una statuetta di Santa Lucia da Siracusa.

La chiesa dovrebbe ancora custodire, in una nicchia con cornice marmorea, sull'altare maggiore, salvo rastrellamenti, una copia dell'immagine ritrovata, di autore ignoto, dipinta ad olio su rame, rappresentante la Vergine Maria con in braccio Gesù Bambino, solo i due volti sono visibili, poiché tutto il quadro è placcato da lastre d'argento, che mimano i panneggi delle vesti; su di loro due angeli d'argento sostengono sul capo della Vergine Maria una corona d'argento; un'altra corona argentea è sul capo di Gesù Bambino.
All'interno del complesso era in funzione un Monte di Santa Maria dell'Arco sopra muro di Gesù a Portauolana gestito dalla Corporazione degli Orefici e Argentieri.
La chiesa subì un rifacimento nel 1839, con la costruzione del piano superiore ed un restauro all'ingresso il 16 settembre 1961 (o 1981), come attestato da un mosaico con la data sul selciato d'ingresso.
Dal 1º agosto 1943, quando un bombardamento statunitense distrusse la parrocchia di Santa Caterina in Foro Magno (il Foro Magno era l'antico nome di piazza del Mercato), la chiesa dove fu battezzato Masaniello, la sede parrocchiale fu trasferita in Santa Maria dell'Arco fino al 1976, passando per pochissimo anni alla Congregazione di Santa Maria dell'Arco (Madonna dell'Arco) fino alla fine degli anni ottanta, quando fu chiusa e mai più riaperta.

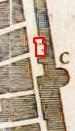
Mappa del Duca di Noja del 1775 (Foglio 12) con l'ubicazione della Chiesa di Santa Maria dell'Arco
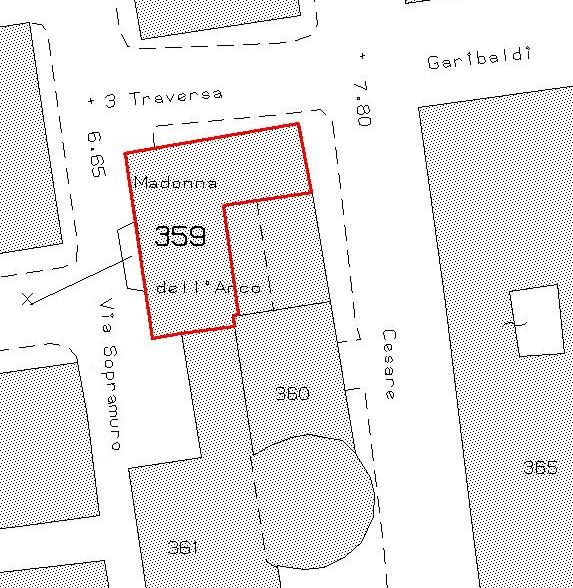
Mappa Catastale del 2009 (Comune di Napoli - Foglio 144 - Particella 359) con l'ubicazione della Chiesa di Santa Maria dell'Arco